# 勃氏油鯰
勃氏油鯰，為輻鰭魚綱鯰形目長鬚鯰科的其中一種，分布於南美洲巴西伊瓜蘇河流域，體長可達30公分，棲息在河川底部，屬肉食性，生活習性不明。

## 擴展閱讀
維基物種上的相關：勃氏油鯰